# Andrea Bartolini
Andrea Bartolini (Imola, november 1968) is een Italiaans voormalig motorcrosser.

## Carrière
Nadat Bartolini in 1994 elfde werd in het Wereldkampioenschap motorcross 250cc, kwam hij in 1995 uit voor Yamaha. Dat jaar wist hij als zevende te eindigen. Ook in 1996 kwam hij uit in de 250cc-klasse.
Vanaf 1998 ging Bartolini in de 500cc-klasse rijden. Ondanks dat hij dat jaar zijn dijbeen brak, wist hij het seizoen als vijfde af te sluiten. In 1999 werd Bartolini wereldkampioen, in een seizoen waarin regerend wereldkampioen Joël Smets het zeer moeilijk had door aanhoudende problemen met zijn Husaberg. Dat jaar wist Bartolini ook de Motorcross der Naties te winnen met de Italiaanse ploeg. In 2000 kreeg Bartolini het iets moeilijker, mede door de komst van Marnicq Bervoets naar de 50cc-klasse. Bartolini werd vierde in de eindstand in 2000.
In 2001 werd Bartolini beschuldigd van het gebruik van doping. In 2002 kwam hij terug, rijdend op Honda. Dat jaar wist hij opnieuw de Motorcross der Naties te winnen. Na een matig seizoen besliste Bartolini om vanaf 2003 in de MX2 uit te komen, opnieuw op Yamaha. Hij behaalde enkele podia dat jaar en in 2004 reed hij opnieuw in de MX2. Dat jaar had hij veel last van blessures en de veel jongere concurrentie en haalde maar eenmaal het podium. Hij sloot het seizoen en zijn carrière af op de vijftiende plaats.

## Palmares
- 1999: Wereldkampioen 500cc
- 1999: Winnaar Motorcross der Naties
- 2002: Winnaar Motorcross der Naties

| 1            | 1990 | Tsjechië   | Holice               |
| 2            | 1993 | Australië  | Manjimup             |
| 3            | 1993 | Brazilië   | Interlagos           |
| 4            | 1993 | San Marino | Borgo Maggiore       |
| 250cc-klasse |      |            |                      |
| 5            | 1995 | Frankrijk  | Château-du-Loir      |
| 6            | 1995 | Oostenrijk | Schwanenstadt        |
| 7            | 1995 | Italië     | Maggiora             |
| 500cc-klasse |      |            |                      |
| 8            | 1997 | Italië     | Castiglione del Lago |
| 9            | 1998 | Italië     | Mantova              |
| 10           | 1998 | Slowakije  | Považská Bystrica    |
| 11           | 1998 | Spanje     | Osuna                |
| 12           | 1999 | Oostenrijk | Schwanenstadt        |
| 13           | 1999 | Tsjechië   | Loket                |
| 14           | 1999 | Luxemburg  | Folkendange          |
| 15           | 1999 | Finland    | Kouvola              |